# Elfenbensnäbb
Elfenbensnäbb (Campephilus principalis) är en amerikansk fågelart som länge befarats vara utdöd. Den var, eller är, den största hackspetten i USA.

## Utseende och läten
Elfenbensnäbben är en mycket stor (48–53 cm), svartvit hackspett. Fjäderdräkten är huvudsakligen svart med stora vita vingfläckar, vita "hängslen" på manteln och ett vitt streck på halssidan från nedre kanten av örontäckarna till manteln. Både undre vingtäckare och armpennor är vita, åtskilda av svart. 
Amerikansk spillkråka är mindre, med mörk näbb, ett vitt streck över kinden till näbben, vitt ögonbrynsstreck och vit strupe och saknar elfenbensnäbbens stora vita vingfläckar och vita "hängslen". I flykten saknar den vita armpennor men har mer vitt på undersidan av vingen. Flykten är också starkt bågformig, inte rakt andlik som elfenbensnäbben.
Ellfenbensnäbben trummar med en eller två stötar. Lätet är ljust och likt en leksakstrumpet, i engelsk litteratur återgivet som "kent", ibland levererat som en snabb serie eller i par, med betoning på första tonen.

## Utbredning, biotop och taxonomi
Arten har tidigare förekommit fåtaligt i sydöstra USA och på Kuba och den delas upp i två underarter:
- C. p principalis – nominatformen förekom i sydöstra USA
- C. p. bairdii  (Cassin, 1863) – förekom på Kuba.

Den förekom både i låglänta skogar med lövträd och höglänta skogar med barrträd, lövträd eller blandskog. Historiska utsagor gör gällande att den behövde stora revir och återfanns bara fåtaligt i stora obrutna skogsområden.

## Status
Den sista säkra observationen av nominatformen C. p principalis gjordes i nordöstra Louisiana 1944. 2004 rapporterades det att den återfunnits i östra Arkansas i området Big Woods. Arten sägs också ha observerats vid ett flertal tillfällen sedan 2005 i området kring floden Choctawhatchee i Florida. Bevisen som lagts fram utgörs av en videoinspelning av låg kvalitet, ljudinspelningar och ett antal observationer. Dock förekommer det fortfarande inga ovedersägliga bevis för att arten fortfarande existerar. Internationella naturvårdsunionen IUCN kategoriserar den ändå trots allt fortfarande som akut hotad, inte utdöd.
På grund av habitatförlust försvann C. p. bairdii och tros idag vara utdöd. Den sista säkra observationera skedde 1986 och 1987 i bergsområdet Sierra de Moa i norra Orienteprovinsen på östra Kuba.